# Longmatan
Longmatan léase Longmatán (en chino simplificado, 龙马潭区; pinyin, Lóngmǎtán qū) es un distrito urbano bajo la administración directa de la ciudad-prefectura de Luzhou. Se ubica en la provincia de Sichuan, centro-sur de la República Popular China. Su área es de 332 km² y su población total para 2010 fue más de 300 mil habitantes.

## Administración
El distrito de Longmatan  se divide en 12 pueblos que se administran en 8 subdistritos y 4 poblados.

## Toponimia
Longmatan se compone de los caracteres; dragón, caballo y estanque. En la dinastía Tang, se dice que después una operación taoísta, Wang Chang tomó un caballo y envió a Ma Hualong a casa, luego se dirige a un estanque y se vuelve inmortal, lo mismo ocurre con Wang Chang. Según la leyenda, hay una cueva de dragones.